# Вилараска (Павија)
Вилараска је насеље у Италији у округу Павија, региону Ломбардија.
Према процени из 2011. у насељу је живело 209 становника. Насеље се налази на надморској висини од 93 м.